# Paste
Paste är en amerikansk musik- och underhållningstidskrift grundad 2002 av Josh Jackson, Nick Purdy och Tim Regan-Porter. Huvudkontoret ligger i Atlanta, Georgia och tidskriften ägs av Paste Media Group. Paste började som en hemsida 1998, för att sedan bli en tryckt tidskrift mellan juli 2002–augusti 2010; sedan dess är Paste enbart en digital tidskrift.